# Kansas City Spurs

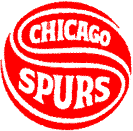
Logo der Chicago Spurs 1967.

Logo der Kansas City Spurs 1968–70.

Die Kansas City Spurs (1967 Chicago Spurs) waren eine US-amerikanische Fußballmannschaft. 1967 war das Franchise in Chicago Gründungsmitglied der „Piratenliga“ National Professional Soccer League. Die Mannschaft wechselte beim Zusammenschluss der Liga mit der United Soccer Association zur North American Soccer League wegen einer zweiten in Chicago beheimateten Mannschaft, den Chicago Mustangs nach Kansas City, Missouri.
In NPSL-Saison gewann der Club von 32 Spielen zehn Spiele, verlor elfmal und verpasste so als Divisionsdritter die Play-offs. In der ersten NASL-Spielzeit konnte er sich mit 16 Siegen, bei elf verloren Spielen und fünf Unentschieden für die Play-offs qualifizieren. Dort schied der Club jedoch im Western-Conference-Finale gegen die San Diego Toros aus.
Nach der ersten Saison brach die NASL fast zusammen, als alle bis auf fünf Franchises erloschen. Als letzte Rettung warb die Liga während des spielfreien Sommers der britischen Profiligen die Kader von fünf Klubs für die erste Hälfte der Spielzeit 1969 an. Für die Spurs liefen die Wolverhampton Wanderers, die bereits in den USA als Los Angeles Wolves angetreten waren, auf. Diesen International Cup genannten Teil der Saison gewannen die Wolves als Spurs, der Vorsprung reichte dann auch für die aus beiden Saisonhälften bestehende Meisterschaft 1969.
In der Saison 1970 verpasste der Club als Divisionszweiter die Play-Offs und geriet in schwere finanzielle Schwierigkeiten, so dass das Franchise Anfang 1971 aus der Liga ausgeschlossen und aufgelöst wurde.

## Spielstätten
Sowohl in Chicago, als auch nach dem Umzug nach Kansas City trugen die Spurs ihre Heimspiel in großen bei Fußballspielen nicht füllbaren American-Football-Stadien aus, zuerst im Chicagoer Soldier Field (damalige Kapazität ~ 100.000), später im Kansas City Municipal Stadium (damalige Kapazität ~ 37.000). Der tatsächlich erreichte Zuschauerschnitt lag dagegen bei 2.600 in Chicago – mit einem Liganegativrekord von 870 bei einem Spiel gegen Los Angeles – und zwischen 2.400 und 8.000 in Kansas City. Auch der zwischenzeitliche Erfolg der 1969 für die Spurs spielenden Wolverhampton Wolves konnte den Besuch der Spiele der echten Spurs nicht bedeutend steigern, sondern er sank von über 8.000 vor den International Cup auf 4.200 danach – was aber immer noch der beste Schnitt in der NASL dieser Spielzeit war.

## Spieler
- Horst Szymaniak (1967), deutscher Nationalspieler.
- Bob Gansler (1967), Kapitän der US-Nationalmannschaft.
- Joe Haverty (1967–1968), irischer Nationalspieler.
- Willy Roy (1967–1968), amerikanischer Nationalspieler.
- Eric Barber (1968–1969), irischer Nationalspieler.